# Compagnie du chemin de fer du Centre (Belgique)
Pour les articles homonymes, voir Compagnie du chemin de fer du Centre.
La Compagnie du chemin de fer du Centre est une société anonyme belge créée en 1853.

## Histoire

### Demande en concession
Une première demande de concession pour une ligne de chemin de fer « ayant son origine au chemin de fer de Manage à Mons et aboutissant à la Sambre vers Erquelinnes » donna lieu à une concession, actée par la loi du 21 mai 1845, qui sera accordée par l'arrêté royal du 13 novembre 1845 à une compagnie. Cependant, elle renonça à construire la ligne car elle n'avait pas réussi à obtenir la concession des lignes des charbonnages du Centre à Manage à Mons, ainsi que celle de Namur à Liège. 
La loi du 20 décembre 1851 réitère cette concession, dans les mêmes termes qu'en 1845. 

### Création de la compagnie
La « Compagnie du chemin de fer du Centre » est créée par un acte du 25 août 1853, confirmé par un arrêté royal du 3 septembre 1853, publié au Moniteur le 7 septembre. Son objet est « la construction et l'exploitation d'un chemin de fer traversant les charbonnages du Centre et aboutissant d'un côté au chemin de fer de l'État [...] et de l'autre, à la Sambre près d’Erquelinnes ». Le vicomte Émile-Alexandre de l'Espine, apporte la concession, de ce chemin de fer, qui lui a été accordée le 23 mai et il apporte également une « convention verbale » passée avec les entrepreneurs, de Paris, Lamie Murray et Marsuzy de Aguirre. 
Selon les conditions de la loi 20 décembre 1851, ce chemin de fer doit avoir son point d'origine à Manage, gare située sur la ligne de Braine-le-Comte à Charleroi de l'État belge ainsi que sur la ligne de Mons à Manage de la Société des chemins de fer de Namur à Liège et de Mons à Manage avec leurs extensions. Se dirigeant vers Haussu, Morlanwelz et Binche, il doit se raccorder au Chemin de fer de Charleroi à Erquelinnes. 
La Compagnie des chemins de fer du Centre sollicite, et obtient, l'autorisation de modifier ce point de départ en le situant à Écaussinnes au lieu de Manage. Écaussinnes étant également situé sur la ligne de Braine-le-Comte à Charleroi.
La concession de la ligne de chemin de fer reliant Baume (Haine-Saint-Pierre) à Marchienne-au-Pont fut accordée en 1859. Une société anonyme, filiale des Chemins de fer du Centre, la Compagnie du chemin de fer de Baume à Marchienne, fut fondée en 1863.
Le 30 mai 1866, elle passe un traité avec la Compagnie du chemin de fer de Baume à Marchienne, pour notamment prendre à sa charge l'exploitation du réseau de la Société du chemin de fer de Braine-le-Comte à Courtrai.
Le 1er avril 1867, elle conclut un traité avec la Compagnie des chemins de fer des bassins houillers du Hainaut pour la reprise de l'exploitation de la totalité de ses lignes.

### Au sein de la Société générale d'exploitation
La Société générale d'exploitation de chemins de fer, créée en 1867, regroupe de nombreuses compagnies ferroviaires belges dont celle des Chemins de fer du Centre.
Traité du 10 mars 1870 entre la Compagnie du Centre et la Compagnie des chemins de fer des bassins houillers du Hainaut pour régler les obligations des sociétés entre elles à la suite de la livraison des lignes à l'État et des versements financiers annuels que l'État doit verser suivant cette règle : « 7 000 fr par kilomètre sur la recette brute, tant que celle-ci ne dépasse pas 18 000 fr par kilomètre, et partage avec lui tout le produit au delà de ce chiffre, à concurrence d'un maximum de 8 000 fr ».

### Rachat par l'État
Le 25 avril 1870, l'État belge, représenté par le ministre des travaux publics Alexandre Jamar, la Société anonyme des chemins de fer des bassins houillers du Hainaut, représentée par Simon Philippart, et la Société générale d'exploitation de chemins de fer, représentée par son vice-président Félix Gendebien, signent une convention pour remettre à l'État, au 1er janvier 1871, des chemins de fer concédés et notamment dans le paragraphe 10 : « les divers chemins de fer concédés à la société anonyme dite : Compagnie du chemin de fer du Centre, ainsi que les embranchements construits et exploités en exécution des actes de concession », auquel il faut ajouter dans le cadre des chemins de fer particuliers : le point 2 « les raccordements des usines et charbonnages de Strépy-Bracquegnies à la ligne du Centre, construit avec le concours financier de la Compagnie du chemin de fer du Centre, suivant convention du 5 septembre 1863 ».
En 1873, la société devient propriétaire par une fusion/achat de la Compagnie du chemin de fer de Baume à Marchienne.

## Réseau
Au moment de la reprise par l’État belge, le réseau du chemin de fer du Centre comprend trois lignes.

### Chemin de fer d’Écaussinnes à la Sambre
Cette ligne, inaugurée en 1857, de La Louvière à Binche et Erquelinnes, et en 1860, d’Écaussinnes à La Louvière, était la première de la Compagnie. Elle se connectait dès sa création aux Chemins de l’État belge à Écaussinnes tandis qu'à La Louvière, elle se connectait au réseau de la Société des chemins de fer de Namur à Liège et de Mons à Manage avec leurs extensions, dont les lignes desservant la Louvière furent nationalisées en 1858. À Erquelinnes, au bord de la Sambre, la Compagnie du Nord-Belge exploitait la ligne de Charleroi à la frontière de France.
Actuellement, dans la nomenclature de la SNCB, la section de Y Mariemont à Erquelinnes est désignée ligne 108, la section d’Écaussinnes à Y Saint-Vaast est désignée ligne 107 et la section de La Louvière et Y Saint-Vaast à Y Mariemont est rattachée à la ligne 112. 

### Chemin de fer de Baume à Marchienne-au-Pont
Cette ligne fut construite en 1865 et permettait de relier les usines et gisements de La Louvière au bassin de Charleroi. Elle était concurrencée par la ligne de La Louvière à Piéton (actuelle ligne 183) construite par la Société des chemins de fer de Namur à Liège et de Mons à Manage avec leurs extensions et reprise par l’État en 1858.
Après le rachat du Chemin de fer du Centre par l’État, ce dernier ferma la ligne 183, moins directe et comportant deux plans inclinés, au profit de la ligne du Chemin de fer du Centre, mieux construite mais comportant cependant des rampes difficiles.
Actuellement, cette ligne est désignée ligne 112 et le tracé originel entre Piéton et Marchienne-au-Pont a été abandonné au profit d'un tracé plus rectiligne.

### Chemin de fer de Piéton à Leval
Cette ligne secondaire, inaugurée en 1868, devant desservir plusieurs charbonnages et industries se détache de l'actuelle ligne 108 à Leval et rejoint la ligne vers Marchienne-au-Pont à Piéton.
La SNCB désigna cette ligne sous le numéro 112A, tout comme la ligne de Piéton à Trazegnies et Roux, construite par les Bassins Houillers puis par l’État belge de 1863 à 1874. Depuis la fermeture d'une partie de la ligne entre Piéton et le Charbonnage d'Anderlues, elle est désignée « ligne 251 ».